# Jan XXIII (antypapież)

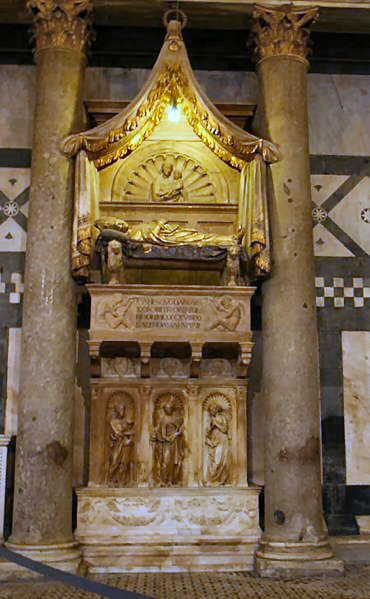
Grobowiec antypapieża Jana XXIII w Baptysterium we Florencji

Jan XXIII, właśc. Baldassare Cossa (ur. ok. 1360/1370 w Neapolu, zm. 22 grudnia 1419 we Florencji) – antypapież obediencji pizańskiej podczas wielkiej schizmy zachodniej w okresie od 17 maja 1410 do 29 maja 1415.

## Życiorys

### Dzieciństwo i młodość
Urodził się około 1360/1370 jako jedno z czwórki dzieci Giovanniego Cossy, neapolitańskiego szlachcica, signora wyspy Procida, oraz Ciccioli Barile. Od strony matki był dalekim krewnym papieża Bonifacego IX. Dorastał w Bolonii, na tamtejszym uniwersytecie uzyskał doktorat z prawa krótko przed 1389. Studiował także teologię w Rzymie. Zanim rozpoczął karierę duchownego, był żołnierzem i marynarzem. Gdy zdobywał kolejne szczeble hierarchii kościelnej, również wykazywał się wojowniczym charakterem i uważano go bardziej za polityka niż przywódcę duchowego.

### Posługa kościelna
Od 1386 piastował urząd kanonika kapituły katedralnej w Bolonii. Papieski szambelan w 1392, a także członek Roty Rzymskiej, w 1396 został archidiakonem kapituły w Bolonii. Papież Bonifacy IX mianował go kardynałem diakonem bazyliki św. Eustachego w Rzymie podczas konsystorzu 27 lutego 1402. W maju 1408 Cossa poparł, wraz z sześcioma innymi kardynałami, bunt przeciwko papieżowi Grzegorzowi XII, który odmówił abdykacji. Został za to pozbawiony urzędu, odzyskał go jednak z mocy dekretu obranego przez sobór w Pizie antypapieża Aleksandra V.

### Wybór na papieża
Cossa został następcą Aleksandra V i przyjął imię Jana XXIII w 1410. Za prawowitego papieża uznały go Francja, Anglia, Czechy, Portugalia, Polska, niektóre księstwa Świętego Cesarstwa Rzymskiego oraz część leżących na północy włoskich miast-państw, w tym Florencja oraz Wenecja; rezydujący w Awinionie antypapież Benedykt XIII miał z kolei poparcie Królestw Aragonii, Kastylii oraz Szkocji, a Grzegorz XII – Władysława andegaweńskiego, Karola I Malatesty, książąt bawarskich, Ludwika III Wittelsbacha oraz części pozostałych księstw wchodzących w skład Rzeszy.

### Pontyfikat
Antypapież Jan XXIII wydaną 28 sierpnia 1412 bullą In eminenti specula przeniósł stolicę lokalnej archidiecezji z Halicza do Lwowa. Kolejna bulla, z datą 28 września 1412, nadawała prepozytowi klasztoru Bożogrobców w Miechowie prawo noszenia insygniów biskupich.
Z początkiem soboru w Konstancji wydał inną bullę znoszącą przywileje krzyżackie wobec ziem polskich i litewskich, a Władysława Jagiełłę ustanawiającą wikariuszem generalnym dla Pskowa i Nowogrodu.
Gdy Władysław Andegaweński zdobył Rzym w 1413, Jan XXIII musiał ratować się ucieczką do Florencji. W 1414 Zygmunt Luksemburski zmusił go do zwołania soboru w Konstancji, z którego Cossa zbiegł w przebraniu pachołka, w 1415, aby uniknąć grożącego mu procesu. Jego przewidywania, że bez niego odbywający się pod patronatem popierającego go Fryderyka IV Habsburga sobór nie będzie w stanie kontynuować obrad, okazały się błędne. Gdy Cossa próbował przedrzeć się na tereny pod panowaniem Jana II, księcia Burgundii, Fryderyk IV wydał go na łaskę Zygmunta Luksemburskiego oraz soboru, co doprowadziło do uwięzienia antypapieża przez Ludwika III Wittelsbacha.
14 maja 1415 sobór suspendował w funkcjach papieskich Jana XXIII, a 29 maja złożył z urzędu za skandaliczne prowadzenie się (podobno w czasach, gdy był legatem, uwiódł 200 kobiet), symonię i krzywoprzysięstwo. 11 listopada 1417 zaś sobór obrał na Tron Piotrowy Oddone Colonnę, który przyjął imię Marcina V. Nowo obrany papież udał się do Florencji w lutym 1419. Cossa został wówczas wykupiony z niewoli przez Republikę Florencką z inicjatywy Giovanniego di Bicci de’ Medici (Ludwik III wypowiedział posłuszeństwo Zygmuntowi Luksemburskiemu w 1417). Wpłacenie okupu mogło stanowić zarówno wyraz wdzięczności za udzielone wcześniej Florencji poparcie, jak i próbę wywarcia nacisku na Marcina V (przebywającego wówczas we Florencji). Cossa będąc bolońskim legatem papieskim pomagał Florencji zdobyć Pizę w 1405, jako papież mianował Bank Medyceuszy generalnym depozytariuszem majątku papieskiego.

### Ostatnie lata i śmierć
Po przybyciu do Florencji 14 czerwca 1419 podporządkował się Marcinowi V i otrzymał godność kardynalską 23 tegoż miesiąca. Nie cieszył się nią długo – zmarł 22 grudnia 1419. Mimo że został mianowany kardynałem-biskupem Tusculum, nazywał siebie „kardynałem Florencji”. Pochowano go we Florencji, gdzie grób wyrzeźbili mu rzeźbiarze Donatello i Michelozzo.
Edward Gibbon w Zmierzchu i upadku cesarstwa rzymskiego twierdzi, że Jana XXIII oskarżano o piractwo, morderstwa, gwałty, symonię oraz kazirodztwo, a poważniejsze zarzuty tuszowano. Istnieją sugestie, że zarzuty te należy postrzegać w kontekście politycznym ówczesnej epoki i traktować jako mocno przesadzone. Zwolennicy tego podejścia zwracają uwagę na ich podobieństwo do uznawanych powszechnie za w większości fałszywe oskarżeń wysuwanych przeciw templariuszom.